# Paraklis
Paraklis (řecky: Παράκλησις) je společná modlitba v církvích byzantského ritu obracející se k Bohorodici a nebo ke svatému.
Nejznámější paraklis je adresován přesvaté Bohorodici. Kratší modlitbou podobnou paraklisu je moleben.